# Gregg Rolie
Gregg Alan Rolie (Seattle, 17 giugno 1947) è un cantante e tastierista statunitense noto per essere stato il cofondatore dei Santana e dei Journey.

## Biografia
Rolie è, con Carlos Santana, il fondatore dei Santana.
Tastierista virtuoso, era l'anima rock della prima band di Santana.
Lasciò il gruppo nel 1972, formando con Neal Schon - già seconda chitarra dei Santana - i Journey.
Dopo la fine dell'esperienza con i Journey nel 1980, ha pubblicato due album come solista.
Nel 1991 ha formato The Storm, con cui ha inciso due album.
Ha poi formato gli Abraxas Pool, il cui nome deriva dal secondo album dei Santana (con alcuni ex componenti del gruppo), con cui ha pubblicato un album omonimo nel 1997.
Nel 2001 ha inciso un terzo disco come solista.
Dal 2012 al 2021 è stato tastierista e organista e uno dei cantanti della All-Starr Band che fa capo all'ex Beatle Ringo Starr.

## Discografia

### Da solista
- 1985 - Gregg Rolie
- 1987 - Gringo
- 2001 - Roots

### Con i Santana
- 1969 - Santana
- 1970 - Abraxas
- 1971 - Santana III
- 1972 - Caravanserai
- 1982 - Shangó
- 1987 - Freedom
- 2016 - Santana IV

### Con i Journey
- 1975 - Journey
- 1976 - Look into the Future
- 1977 - Next
- 1978 - Infinity
- 1979 - Evolution
- 1980 - In the Beginning

### Con The Storm
- 1991 - The Storm (Interscope Records)
- 1993 - Eye of The Storm (Music for Nations)

### Con Abraxas Pool
- 1999 - Abraxas Pool (Miramar)